# Бюффарден, Пьер-Габриэль
Пьер Габриэль Бюффарден (фр. Pierre Gabriel Buffardin; 1689, Марсель — 1768, Париж) — французский флейтист.
С 1715 года играл партию первой флейты в придворном Дрезденском оркестре курфюрста Саксонского и одновременно короля Польши Августа II, а затем и его сына Августа III.
Около 1717 года Бюффарден впервые встретился с И. С. Бахом. Считается[кем?], что Бах писал многие свои произведения для флейты, в расчете на исполнение Бюффардена.
В Саксонии Бюффарден был настолько популярным музыкантом и композитором, что в 1741 году король увеличил его жалованье вдвое.
Вместе с тем Пьер Габриель Бюффарден был замечательным педагогом. В течение четырёх месяцев 1714 года он преподавал игру на флейте и гобое И. И. Кванцу, который считал Бюффардена выдающимся виртуозом. Старший брат И. С. Баха — Иоганн Якоб, придворный музыкант шведского короля Карла XII, специально ездил в Константинополь брать уроки флейты у Бюффардена, находившегося там при французском посланнике.
Бюффарден сам флейт не делал, но считается[кем?], что ряд его конструктивных идей был реализован Кванцем.